# Enol Rodríguez
Enol Rodríguez Heres (Candás, 28 de julio de 2001) es un futbolista español que juega como delantero en la S. D. Huesca de la Segunda División de España.

## Trayectoria
Nacido en Candás, parroquia del concejo asturiano de Carreño, comenzó su carrera en el Candás C. F., debutando con el primer equipo el 9 de marzo de 2019 al partir como titular en un empate por 2-2 frente al C. D. Vallobín en Regional Preferente. En julio de ese mismo, firmó por el Marino de Luanco para jugar en su fútbol base.
En julio de 2021, tras jugar varios partidos con el primer equipo del Marino, se marchó a la U. D. Logroñés para jugar en su filial en la Segunda Federación. El 22 de junio de 2022 se marchó al Real Oviedo, para jugar también en su filial y en la misma categoría. Logró debutar con el primer equipo el 17 de febrero de 2023 al entrar como suplente al descanso de una derrota por 2-1 frente al F. C. Cartagena en la Segunda División.
En la temporada 2024-25 marcó siete goles en 35 partidos de la Primera Federación con el C. D. Arenteiro, registros que le permitieron fichar por la S. D. Huesca en julio de 2025 con un contrato de tres años de duración.

## Clubes
Actualizado al último partido disputado en mayo de 2025.
| Club                  | País   | Año       | Partidos | Goles |
| --------------------- | ------ | --------- | -------- | ----- |
| Candás C. F.          | España | 2019      | 1        | 0     |
| Club Marino de Luanco | España | 2019-2021 | 19       | 2     |
| U. D. Logroñés "B"    | España | 2021-2022 | 28       | 4     |
| Real Oviedo Vetusta   | España | 2022-2024 | 51       | 6     |
| Real Oviedo           | España | 2023-2024 | 2        | 0     |
| C. D. Arenteiro       | España | 2024-2025 | 35       | 7     |
| S. D. Huesca          | España | 2025-act. |          |       |